# سر مشترك
في علم التعمية يطلق مصطلح السر المشترك على جزء من البيانات المعروفة فقط للأطراف المشاركة عبر اتصال آمن. يمكن أن يكون السر المشترك  كلمة سر أو عبارة  مرور أو عدد ذو قيمة كبيرة أو مجموعة حروف تُختار عشوائيًا.
قد يُشارَك السر المشترك مسبقًا بين أطراف الاتصال وفي هذه الحالة فإنه يمكن أيضا أن يسمى مفتاح مشترك سابق، أو يتم إنشاؤه في بداية جلسة الاتصال باستخدام بروتوكول الاتفاق على مفتاح على سبيل المثال 
بتعمية بمفتاح عام مثل طريقة ديفي وهيلمان لتبادل المفاتيح أو باستخدام تعمية بمفتاح مشترك مثل كيربيروس.